# District de Karmakchy
Le  district de Karmakchy (en kazakh : Қармақшы ауданы) est un district de l'oblys de Kyzylorda au  Kazakhstan. 

## Géographie
Son centre administratif est la localité de Josaly. 

## Démographie
En 2013, la population est estimée à 52 699 habitants.